# ポン酢

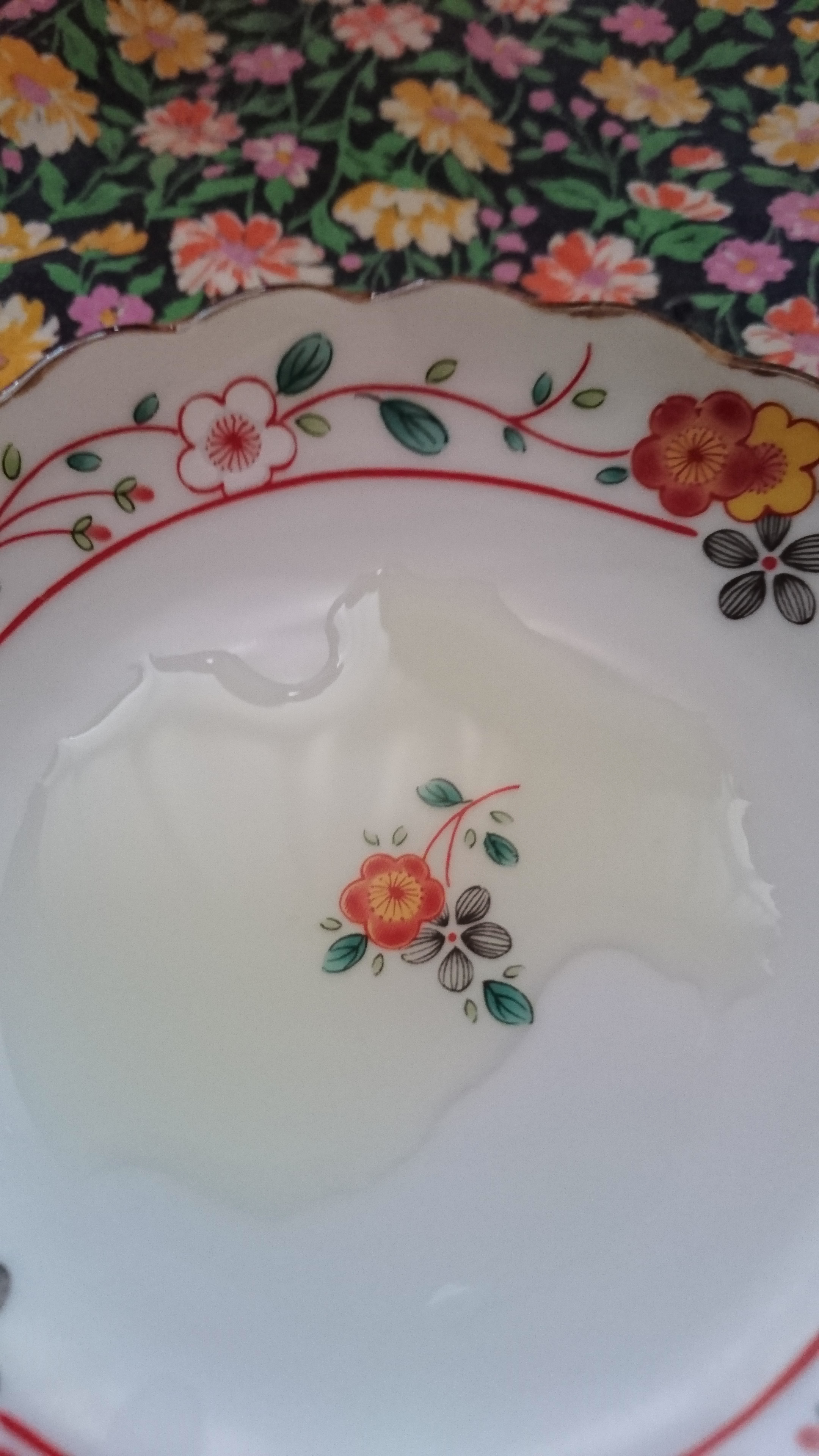
ミツカンのぽん酢

ポン酢（ぽん酢、ポンず）とは、食酢加工品の一種。
- 本来は、かんきつ果汁と酢でできた調味料を指す。色は薄い黄色を呈している[2]。
- ポン酢醤油（味付きポン酢）とは、これにさらに醤油などで味付けされた茶色もしくは黒色の調味料を指す[2][注釈 1]。ただしこれもポン酢と呼ばれることが多く、現代では醤油を混ぜたポン酢醤油が国内の広義のポン酢消費量のほとんどを占めており、単にポン酢として話をする場合、言い手と受け手の間で混乱を招くことがある[3]。

使用される柑橘類には、ゆず、みかん、レモン、だいだい、すだち、ゆこう、オレンジ、かぼす、シークヮーサーなどがある。
なお、柑橘類の果汁を主体としたものを生ポン酢と呼ぶこともあるが、醤油、果汁、出汁、酢をブレンドした商品にも「生ぽん酢」のネーミングをもつ商品がある。

## 起源
ポン酢は外来語の「ポンス（pons）」が転訛し、さらに「酢」の漢字を充てた言葉である。「ポンス」はオランダ語の "pons" に由来するが、これは蒸留酒に柑橘類の果汁や砂糖、スパイスを混ぜたカクテルの一種「ポンチ・パンチ」のことであった（現代オランダでは廃語）。『楢林雑話』（1799年）に「和蘭の酒をポンスと云、これを製するには、焼酎一杯、水二杯沙糖宜きほどに入、肉豆蔲、香気あるために入」とある。
これが次に橙をはじめとする柑橘系果実の絞り汁を指すようになり、『日本国語大辞典』によれば、この意味での文献への初出は1884年で「又その売品は一切安売にて、其中橙は例のポンスに製することも出来るより気強く」（東京横浜毎日新聞）とある。
19世紀末から20世紀初頭には、薬用として「ポンス」や「ポンスシロップ」が売られていた。やがて、ポンスはポン酢と解されるようになった。

## ポン酢醤油

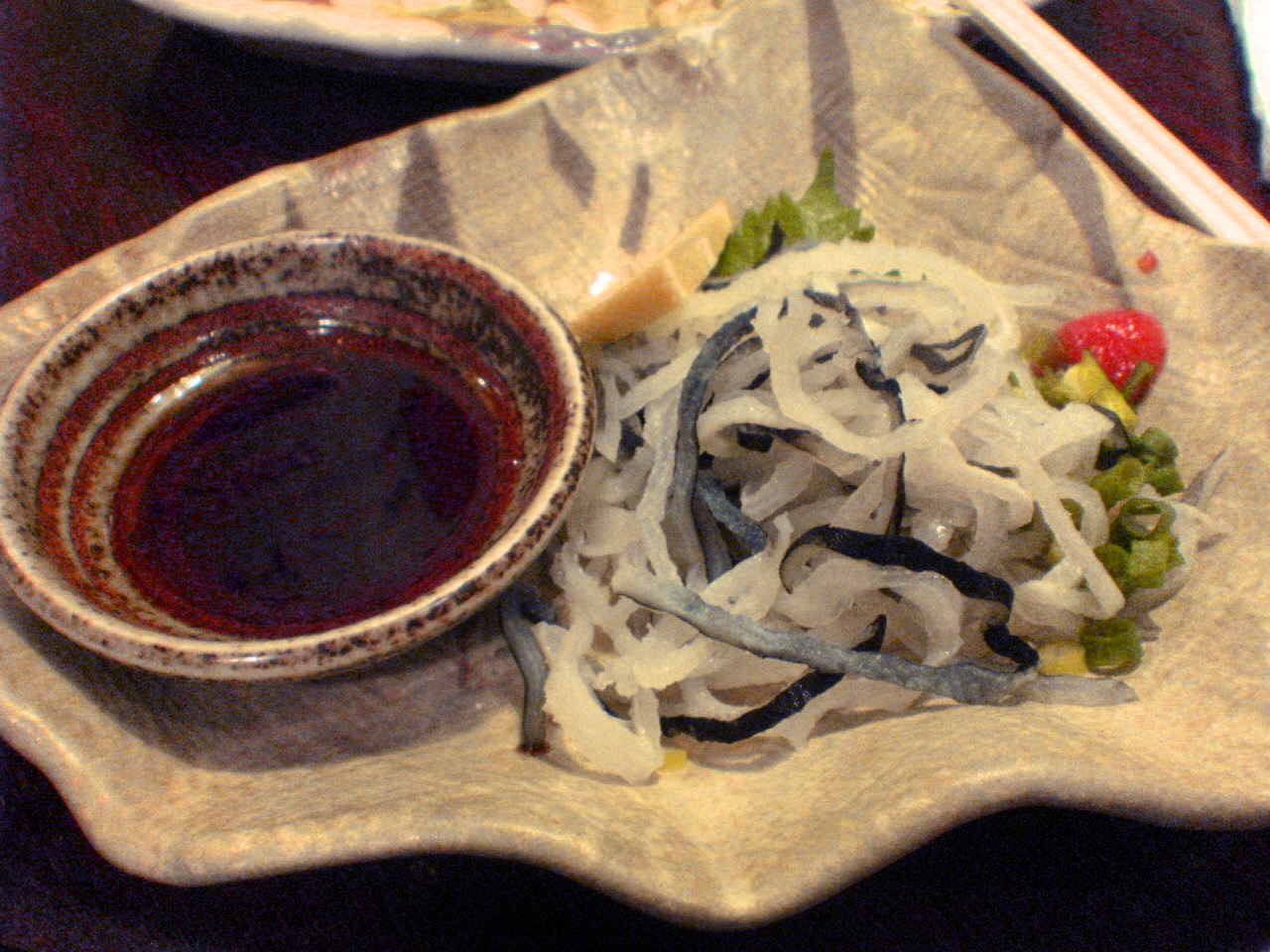
ポン酢醤油（左）を添えた料理（トラフグ皮の湯引き）

ポン酢醤油（味付きポン酢）は、かんきつ果汁に醤油を合わせ、出汁や糖類で味を調えた調味料である。これを単に「ポン酢」と呼ぶことも多い。かんきつ果汁のほかに、醬油や酢、かんきつ以外の果汁（りんご果汁など）、香味野菜（ショウガやシソなど）、香辛料（唐辛子など）、風味原料（鰹節や昆布など）、酒類などを加えたものもある。
ちり鍋、水炊き、しゃぶしゃぶなどの鍋料理を食べる際に手元の小鉢にとる付けタレとして用いられるほか、刺身やたたき、冷しゃぶ、あん肝などに紅葉おろしと一緒にかけたり、豆腐料理、秋刀魚などの焼き魚、蒸し物、酢の物などの酸味の適した料理の付けタレ、かけタレとしても用いられる。また、冷やし中華や餃子の付けダレとしたり、マヨネーズと合わせて和風のドレッシングとしてサラダにかけたりもする。炒め物などにも使える。

### 地域性
地域食材を組み合わせた様々なポン酢醤油が開発されている。日本全国の購入者当たりの購入規模と購入率は12月が多くなるが、東北地方では7月に多くなっておりカツオの消費と関連していると考えられている。

### ジュレポン酢
2011年から、調味料メーカー各社から相次いで「ジュレタイプ」のポン酢醤油が発売され、一時的なブームを起こしたが、2019年現在ではほとんどの商品がすでに販売中止している。2011年2月当時はヤマサ醤油の「昆布ぽん酢ジュレ」、ハウス食品の「のっけてジュレぽん酢」が発売され、8月にはミツカンから「ぽんジュレ香りゆず」が発売された。